# Upper Queensbury
 Coordenadas : formato inválido
Upper Queensbury é uma povoado localizado na província canadense de New Brunswick. 